# 本多RuRu
本多RuRu（ほんだるる、1976年3月18日 - ）は、中国遼寧省瀋陽市出身の元歌手、元タレントで、女性歌手グループ「太陽とシスコムーン」（後に「T&Cボンバー」）の元メンバーである。本名は、董璐。身長163cm、血液型O型。

## 来歴
1993年1月に来日し、同年5月に『外国人歌謡大賞』（テレビ東京）の決勝に出場した。1995年1月には「在日中国人日本語歌謡コンクール」でグランプリを受賞し、2月より株式会社中華藝能に所属し芸能活動を開始した。1998年、北京の万里の長城、広州市、深圳市、珠海市などで「西城秀樹With RuRuコンサート」に参加した。
1998年にテレビ東京のオーディション番組『ASAYAN』で行われた「つんくプロデュース芸能人新ユニットオーディション」に合格し、1999年4月に小湊美和・稲葉貴子・信田美帆と共にハロー!プロジェクトのアイドルグループ「太陽とシスコムーン」（後に「T&Cボンバー」に改名）の結成に「RuRu」として参加、4月21日にCDデビューした。同年8月に日本国籍を取得し、つんくに本多の姓をもらう。2000年10月9日のコンサートを以てT&Cボンバーは解散した。
2001年、台湾ヴァージン・レコードと契約し、ファーストアルバム『美麗心情』をリリースした。その後、上海に活動の拠点を移す。
2007年、「本多ルル」として日本で再デビューし、カバーアルバム『初心』をリリースした。
2009年4月25日、新宿ロフトプラスワンでの太陽とシスコムーン（T&Cボンバー）のイベント『あれから10年！太陽とシスコムーン、最初で最後のトークライブ』にSkypeによる生中継で参加した。　
2015年7月19日、赤坂・ベクトルスタジオでの太陽とシスコムーン（T&Cボンバー）のイベント『最初で最後じゃなかった！太陽とシスコムーン トークライブ〜やっぱり4人で〜』に在住の上海から一時帰国して参加した。解散以来約15年ぶりに太陽とシスコムーン（T&Cボンバー）のメンバー4人全員が揃った。
2023年現在は、芸能界を引退し、アメリカに在住。

## 作品
ハロー!プロジェクト時代の音楽活動は、所属各ユニットの項目を参照。

### シングル
- 你一点都没変（2005年12月、中国）

### アルバム
- 美麗心情（2001年3月、台湾ヴァージンレコード）[3]
- Single（2002年1月、台湾）
- sweet talk 跟我説（2003年10月、台湾）
- 初心（2007年4月、日本）[7]

### 映像作品
- sweet talk（2004年、台湾）

### 写真集
- COSMOS（2002年、台湾）

### 参加作品
- 五木ひろし「山河」（2000年、日本）
- B.A.D「Oh! I」（2001年、台湾）
- B.A.D「我沒對她說」（2001年、台湾）
- 戴愛玲「對的人」（2003年、台湾）

## 出演

### テレビ番組
- 上海人在東京（1995年5月、上海電視） - 蔡小玲 役
- 香取慎吾のアジアのMIKATA（1996年10月、日本テレビ）
- ドク（1996年10月、フジテレビ） - 語学学校の生徒 役
- おしゃれ工房（1997年10月、NHK）
- 青春のポップス（1998年5月、NHK）
- 真夜中の王国（1998年8月、NHK）
- DAIBAッテキ!!（1998年11月、フジテレビ）
- 陽光果凍（2001年12月、華視） - 本多RuRu 役
- いきなり!黄金伝説。（2002年2月、テレビ朝日）
- 月光森林（2002年6月、華視） - Sixy 役
- 周日八點黨（2003年11月、中視）
- 戦神〜MARS〜（2004年6月、華視） - 響子 役[13]
- 國光幫幫忙（2005年8月、三立電視）
- 非常大明星（2006年4月、江蘇電視）

### CM
- 元本山海苔（2002年、台湾）

### ラジオ番組
- 木谷美帆のレイクサイドモーニング77（2007年5月14日、エフエム滋賀）[14]

### ライブ・イベント

#### 単独ライブ
- 『初心』発売記念インストア・イベント（2007年4月、東京）
- 『初心』リリースパーティー（2007年5月、東京・大阪）

#### ゲスト出演
- 第9回在日外国人カラオケ大会（2003年2月、東京）
- 最初で最後じゃなかった!太陽とシスコムーン トークライブ〜やっぱり4人で〜（2015年7月、東京）
- 渭南第五届青岛啤酒节（2016年8月、渭南）